# Csizér Kata
Csizér Kata (Budapest, 1971. november 17.) magyar nyelvész. Jelenleg az Eötvös Loránd Tudományegyetem Bölcsészettudományi Kar Angol–Amerikai Intézet Angol Alkalmazott Nyelvészeti Tanszékének habilitált docense. Kutatása az alkalmazott nyelvészetre összpontosít, különös tekintettel a második nyelv tanulásának motivációjára és a sajátos nevelési igényű hallgatók tanítására.

## Karrier
Csizér 1990-ben érettségizett a budapesti Szilágyi Erzsébet Gimnáziumban.
Csizér az Eötvös Loránd Tudományegyetemen szerzett nyelvtanári diplomát 1998-ban, majd később 1994 és 1999 között az ELTE Szociológiai Intézetében tanult.
2000-ben az egyik első publikációja a történelemről szólt, amelyben a rendszerváltást vizsgálta a visegrádi csoport három országában, nevezetesen Lengyelországban, Csehországban, Szlovákiában és Magyarországon.
2004-ben szerzett PhD-fokozatot az ELTE-n; tudományos karrierjét az ELTE-n kezdte 2004-ben. Az ELTE Angol–Amerikai Intézet Angol Alkalmazott Nyelvészeti Tanszékén kezdett tanítani. 2012-ben habilitációs diplomát szerzett az ELTE-n. 
Jelenleg a Journal of Second Language Writing társszerkesztője.
2018-ban meghívást kapott a Szingapúri Nemzeti Egyetem Művészeti és Társadalomtudományi Karától, hogy előadást tartson Phil Benson, Kimberly Noels és Xiaohong Wen mellett.
2021-től az ELTE-MTA Idegen Nyelvek Oktatása Kutatócsoport vezetője.
2022-ben Kari Publikációs Díjban részesült a Language Teaching Research folyóiratban megjelent Investigating grit in second language learning: The role of individual difference factors and background variables kéziratáért.

## Kutatás

### Motiváció
Csizér Kata és Dörnyei Zoltán azzal érvelt, a The Modern Language Journal folyóiratban publikált cikkben, hogy a nyelvtanulás motivációja összetett konstrukció. Strukturális egyenlet modellezéssel értékelték a második nyelvi motivációs komplexum belső szerkezetének és annak motivált viselkedésre gyakorolt hatásainak javasolt elméleti modelljét. Vizsgálatuk fő eredményei szerint az integráció lehet a legfontosabb tényező, amely felveti a feltett kérdésekre adott összes többi válasz hatását.
A The Modern Language Journal folyóiratban megjelent cikkében Csizér Kormos Judit és Sarkadi Ágnes társszerzőkkel együtt amellett érvelt, hogy a célokat, az attitűdöket és a motivációt szorosan összekapcsolt ko-adaptív rendszernek lehet tekinteni, amelyben ha ezek egyike megváltozik, a motivációs konstrukciók változást váltanak ki a többi szorosan kapcsolódó konstrukcióban is. Cikkük az első kéziratok egyike volt, amely megkísérelte elemezni a motivációt egy komplex dinamikus rendszerelmélet szemszögéből.
Csizér Kormos Judittal együtt a TESOL Quarterly-ben 2014-ben megjelent cikkében kijelentette, hogy az erős instrumentális célok és a nemzetközi posztúra, valamint a pozitív jövőbeli önvezetők lehetnek a hatékony önszabályozási stratégiák alkalmazásának előfeltételei, amelyek viszont fontos szerepe van a hagyományos és számítógéppel támogatott tanulási források autonóm használatának befolyásolásában.

### Siket tanulók
Egy másik kutatási terület, amelyben Csizér az alkalmazott nyelvészet területét továbbfejlesztette, a siket tanulók nyelvtanulása. Hegybíró Kontráné Edit és Piniel Katalin mellett ők írták az első könyvet a siket tanulók nyelvtanulásáról.

## Publikációk
Csizérnek számos olyan nagy folyóiratban van publikációja, mint az Applied Linguistics, Language Teaching Research, The Modern Language Journal, Language Learning, System, English Teaching Forum, International Journal of Applied Linguistics, Studies in Second Language Learning and Teaching. Rendszeres társszerzői Dörnyei Zoltán, Kormos Judit és Piniel Katalin.

### Könyvek
- Dörnyei, Z., Csizér, K., & Németh, N. (2006). Motivation, language attitudes and globalisation: A Hungarian perspective. Clevedon England: Multilingual Matters.
- Csizér, K., & Magid, M. (2014). The Impact of Self-Concept on Language Learning. Clevedon: Channel View Publications.

### Cikkek
- Dörnyei, Z., & Csizér, K. (1998). Ten commandments for motivating language learners: results of an empirical study. Language Teaching Research, 2(3), 203–229. https://doi.org/10.1177/136216889800200303
- Dörnyei, Z., & Csizér, K. (2002). Some Dynamics of Language Attitudes and Motivation: Results of a Longitudinal Nationwide Survey, Applied Linguistics, 23(4), 421–462, https://doi.org/10.1093/applin/23.4.421
- Csizér, K., & Dörnyei, Z. (2005). Language Learners’ Motivational Profiles and Their Motivated Learning Behavior. Language Learning, 55(4), 613-659. https://doi.org/10.1111/j.0023-8333.2005.00319.x
- Csizér, K., & Dörnyei, Z. (2005). The Internal Structure of Language Learning Motivation and Its Relationship with Language Choice and Learning Effort. The Modern Language Journal, 89(1), 19-36. https://doi.org/10.1111/j.0026-7902.2005.00263.x
- Kormos, J., & Csizér, K. (2006). An interview study of inter-cultural contact and its role in language learning in a foreign language environment. System, 35(2), 241-258. https://doi.org/10.1016/j.system.2006.10.010
- Kormos, J., & Csizér, K. (2008). Age‐Related Differences in the Motivation of Learning English as a Foreign Language: Attitudes, Selves, and Motivated Learning Behavior. Language Learning, 58(2), 327-355. https://doi.org/10.1111/j.1467-9922.2008.00443.x
- Csizér, K., & Kormos, J. (2008). Modelling the Role of Inter-Cultural Contact in the Motivation of Learning English as a Foreign Language. Applied Linguistics, 30(2), 166-185. https://doi.org/10.1093/applin/amn025
- Csizér, K., & Lukács, G. (2009). The comparative analysis of motivation, attitudes and selves: The case of English and German in Hungary. System, 38(1), 1-13. https://doi.org/10.1016/j.system.2009.12.001
- Csizér, K., & Kormos, J., & Sarkadi, Á. (2010). The Dynamics of Language Learning Attitudes and Motivation: Lessons From an Interview Study of Dyslexic Language Learners. The Modern Language Journal, 94(3), 470-487. https://doi.org/10.1111/j.1540-4781.2010.01054.x
- Kormos, J., Kiddle, T., & Csizér, K. (2011). Systems of Goals, Attitudes, and Self-related Beliefs in Second-Language-Learning Motivation. Applied Linguistics, 32(5), 495-516 https://doi.org/10.1093/applin/amr019
- Kormos, J., & Csizér, K. (2013). The interaction of motivation, self‐regulatory strategies, and autonomous learning behavior in different learner groups. TESOL Quarterly, 48(2). 275-299.
- You, C. J., Dörnyei, Z., & Csizér, K. (2015). Motivation, Vision, and Gender: A Survey of Learners of English in China. Language Learning, 66(1), 94-123. https://doi.org/10.1111/lang.12140